# Хараруд (дегестан, Ґілян)
Хараруд (перс. خرارود) — дегестан в Ірані, в Центральному бахші, в шагрестані Сіяхкаль остану Ґілян. За даними перепису 2006 року, його населення становило 7899 осіб, які проживали у складі 2054 сімей.

## Населені пункти
До складу дегестану входять такі населені пункти:
- Аґуз-Чеке
- Бам
- Бозґах
- Ґавкуль
- Ґанд-Лавар
- Ґердкух
- Ґіль-Бам
- Ґолестан-Сара
- Дехґах
- Дусат-Лат
- Ешкораб
- Каджан
- Каджіль
- Карґах-е-Парураш-Могі-Доктор-Юсеф-Пур
- Келар-Дег
- Коламсар
- Лабон
- Лішак
- Мадар-Сара
- Малек-Руд
- Панабандан
- Радар-Поште
- Рудбар-Сара
- Салаш
- Салаш-е-Дісам
- Сардарабад
- Су-Сара
- Тазеабад-е-Джанкаг
- Туї-Дешт
- Фаштал
- Хара-Руд
- Чале-Шом
- Чегель-Ґаче
- Шамідін